# Ugia albertii
Ugia albertii är en fjärilsart som beskrevs av Kobes 1983. Ugia albertii ingår i släktet Ugia och familjen nattflyn. Inga underarter finns listade i Catalogue of Life.